# シッチェス
シッチェス(カタルーニャ語: Sitges [ˈsidʒəs]、スペイン語発音: [ˈsitʃes]) は、スペイン・カタルーニャ州バルセロナ県に属するムニシピオ（基礎自治体）。コマルカ（郡）としてはガラフに属する。住民呼称はsitgetà/-tana。

## 経済
地中海を臨む美しい海岸が連なり、夏期には観光客で賑わうリゾート地として知られている。国際的にも有名なシッチェス・カタロニア国際映画祭やカーニバルを開催する文化都市である。
国際色豊かな都市としても知られ、住民の約35%がヨーロッパの他地域の出身者で占められている。

## 地理
イベリア半島の付け根付近の地中海沿岸、バルセロナの南西約35 kmに位置する。石灰岩質の山々に取り囲まれ、これが自然の障壁となり長年バルセロナからは隔離されていた。しかし、現在は鉄道や高速道路などでもバルセロナと結ばれている。

### 人口
| シッチェスの人口推移 1900－2010                         |
|                                                         |
| 出典:INE（スペイン国立統計局）1900年 - 1991年、1996年 - |

### 交通
- 高速道路C-32が通じている。バルセロナからの所要時間は約30分から40分。
- 鉄道：バルセロナ近郊区間に含まれ、レンフェでバルセロナと直結している。
  - レンフェC2線でバルセロナ市内から約30分から40分。

## 歴史
現在は海辺のリゾート地として賑わいを見せる町であるものの、以前は海と山に囲まれた小村であった。また、海に面してはいるが漁村と言うよりも、むしろブドウ栽培を中心とした農村であった。
しかし、18世紀末に新大陸の植民地との交易が許可されると経済活動が活発化し、新大陸資本を元手に工場が建設された。さらに19世紀には鉄道が開通し、シッチェス駅が1881年12月29日に開業した。この付近は山間部の難所で鉄道の敷設が困難な区域であったにもかかわらず、これが可能となったのも新大陸資本によるところが大きい。
シッチェスの名が世間に知られるようになったのは、サンティアゴ・ルシニョールが1891年にこの地に移り住み、モデルニスモの芸術家たちに注目されてからである。サンティアゴ・ルシニョールは漁師の家を買い取りギャラリー兼アトリエを構えた。またアメリカ人実業家とモデルニスモ建築家たちの手によって、町が美しく整備され、これ以降、観光地として知られるようになった。
フランコ独裁政権下の1960年代には、スペイン本土で唯一ヒッピー文化が栄えた地であり、イビサのミニチュア版としても知られた。
現在は多くのホテルや商業施設が立ち並び経済を支えているが、観光だけではなく、映画祭、ジャズフェスティバル、国際会議やセミナーなども開催し、文化活動に力を注いでいる。

## 文化
- シッチェス・カタロニア国際映画祭：世界三大ファンタスティック映画祭の1つで、毎年10月に開催されるファンタジー系作品の世界最高の祭典である。
- カーニバル：毎年2月から3月の時期の謝肉祭に行われる祭り。
- カウ・フェラット美術館 (Museu Cau Ferrat)：ルシニョールのアトリエであった場所。ピカソなど19世紀後半の美術品を中心に収集されている。
- マリセル美術館 (Museu Maricel)：ゴシック、ロマン派を中心に美術品が収集されている。
- 荒木飛呂彦の漫画を実写化した映画『ジョジョの奇妙な冒険 ダイヤモンドは砕けない 第一章』（2017年8月4日公開）のロケ撮影が行われた[6]。

## 写真集

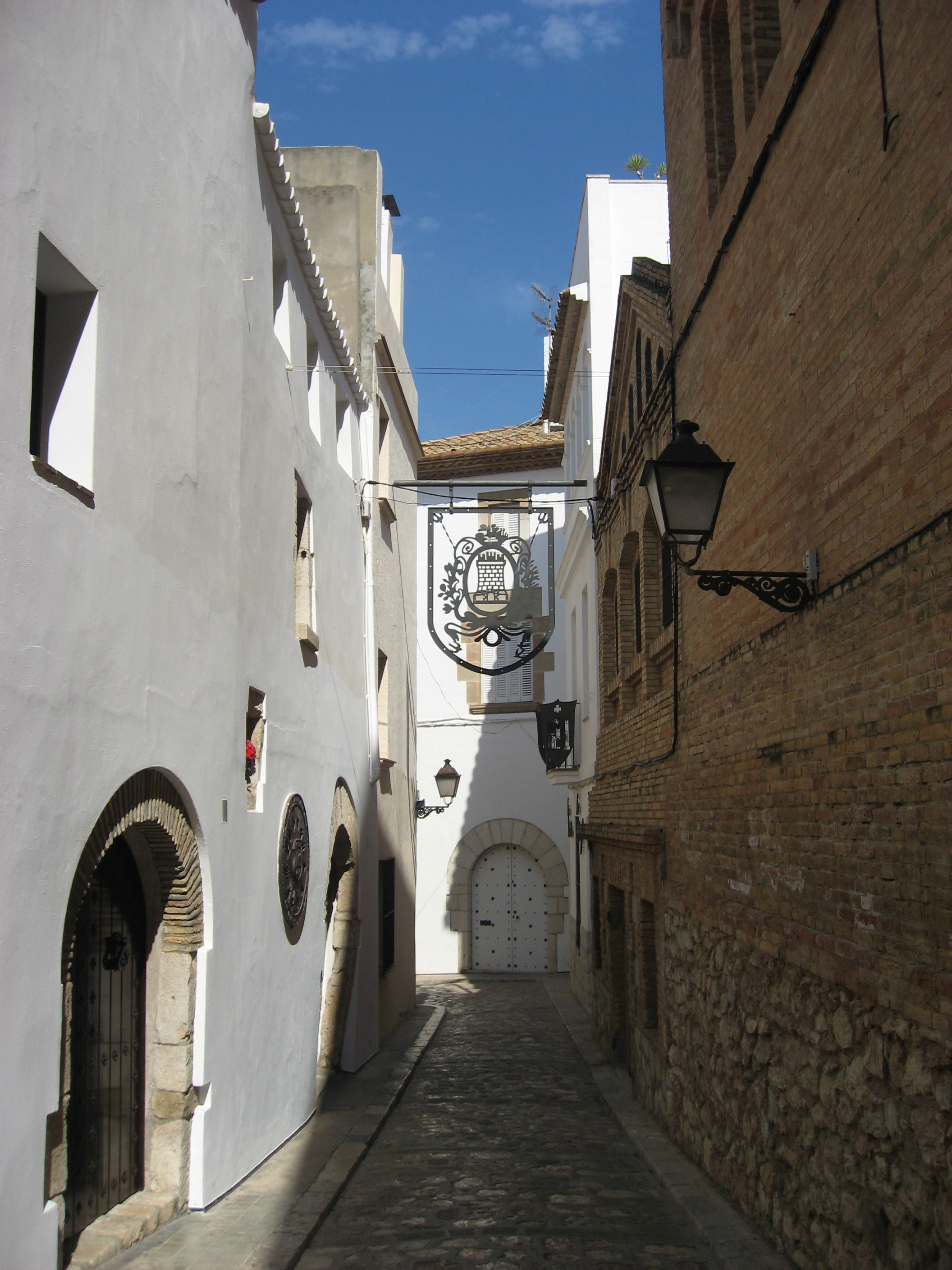
旧市街
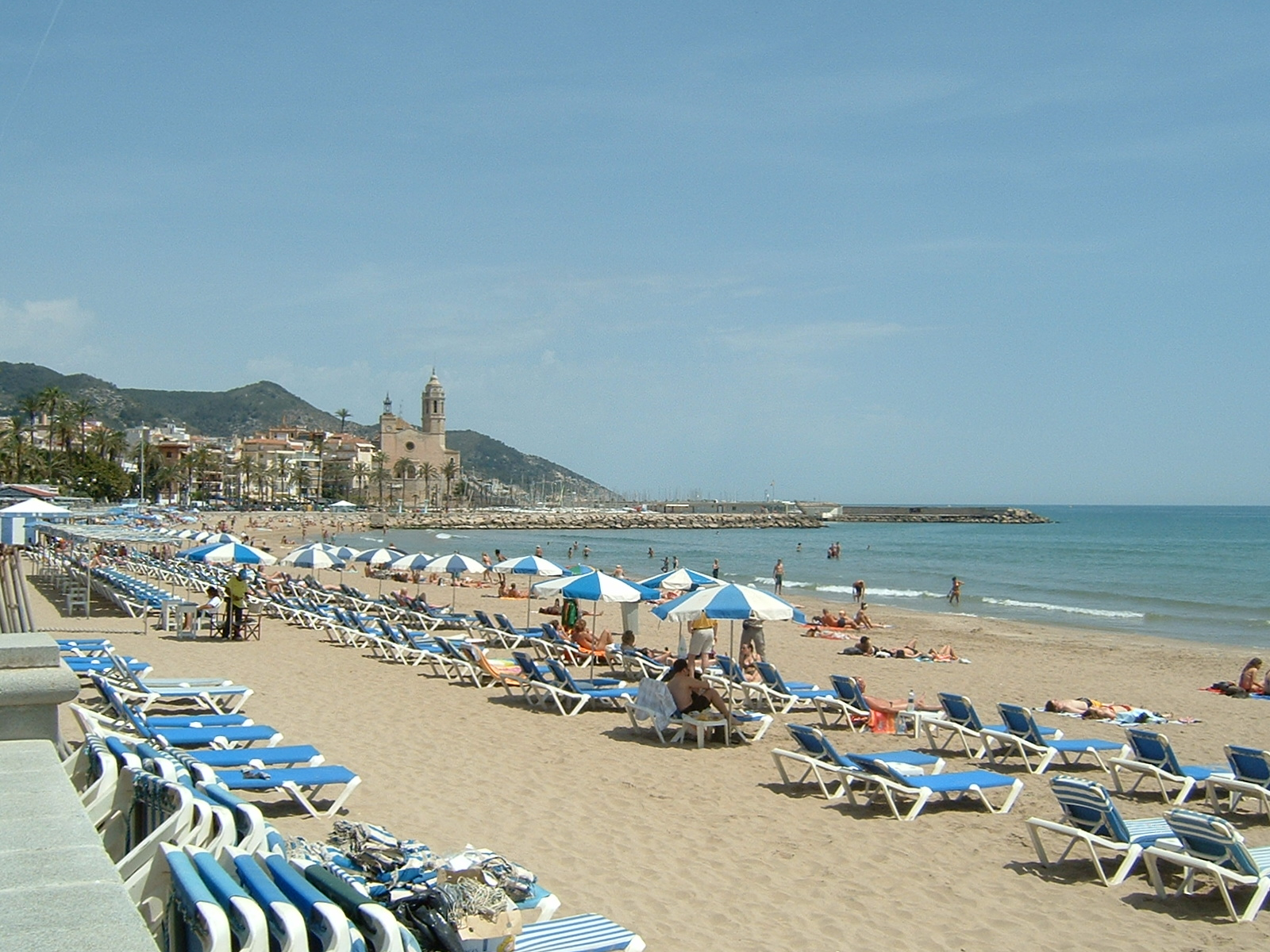
海岸
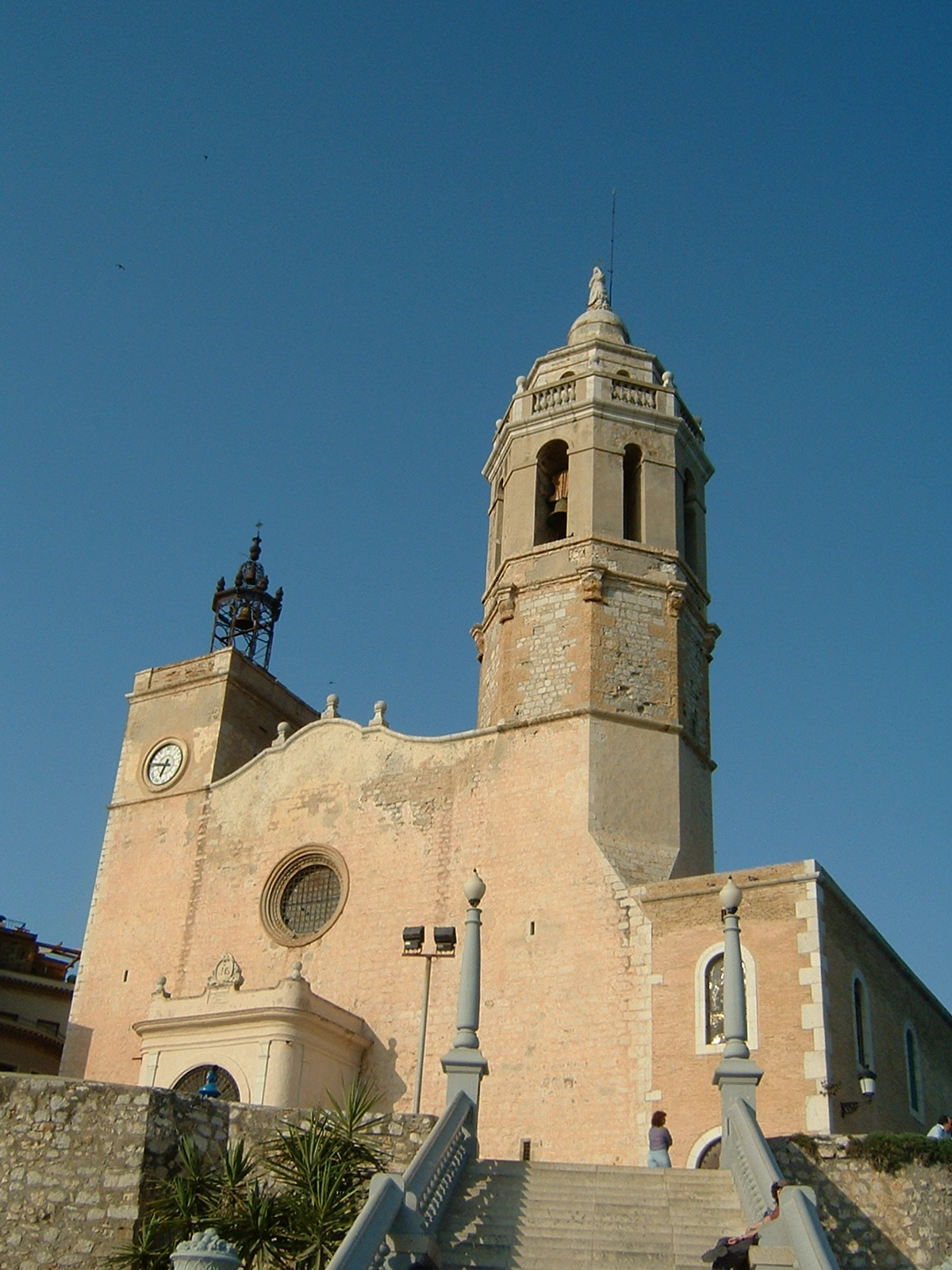
教会